# Nhà ga Novosibirsk
Nhà ga Novosibirsk là nhà ga trung tâm của Novosibirsk. Đây là nhà ga lớn nhất của Nga trên tuyến đường sắt Turkestan-Siberia-Đường sắt xuyên Siberia với 8 platform.
Nhà ga được xây dựng từ năm 1929 đến năm 1938, đến năm 1993 nhà ga được xây dựng lại.